# Počepskij rajon
Il Počepskij rajon (in russo Почепский район?) è un rajon dell'Oblast' di Brjansk, nella Russia europea; il capoluogo è Počep. Istituito nel 1929, ricopre una superficie di 1.887 chilometri quadrati e nel 2010 ospitava una popolazione di 44.147 abitanti.